# 紅海のサメ
『紅海のサメ』（こうかいのサメ、The Red Sea Sharks）は、ベルギーの漫画家エルジェによる漫画シリーズ『タンタンの冒険』の第19作目である。 この物語は、1956年10月から翌年1月までベルギーの雑誌タンタンマガジンに毎週連載され、その後1958年にカステルマン社から単行本化された。 
物語は、少年ルポ記者タンタン、彼の愛犬スノーウィ、そして彼の友人ハドック船長が、タンタンの敵であるラスタポプロス率いる奴隷商人らの援助を受けた敵によるクーデターの後、エミル・ベン・カリシュ・エザブが権力を取り戻す援助をするという内容である。